# Pirottaea mahinapua
Pirottaea mahinapua är en svampart som beskrevs av P.R. Johnst. 1998. Pirottaea mahinapua ingår i släktet Pirottaea, ordningen disksvampar, klassen Leotiomycetes, divisionen sporsäcksvampar och riket svampar.   Inga underarter finns listade i Catalogue of Life.